# Outcesticide II: The Needle & the Damage Done
Outcesticide II: The Needle & the Damage Done è un bootleg di canzoni inedite e cover del gruppo grunge americano Nirvana. Fu pubblicato dalla casa discografica Blue Moon Records nel tardo 1994.

## Lista delle tracce
1. In Bloom - 4:30
2. Breed - 3:05
3. Help Me - 2:36
4. Oh, The Guilt - 3:12
5. Smells Like Teen Spirit - 4:48 (con la partecipazione di Flea dei Red Hot Chili Peppers alla tromba)
6. Pennyroyal Tea - 4:16
7. Closing Time - 2:38
8. Heart-Shaped Box - 5:27
9. Scentless Apprentice - 9:43
10. Been A Son - 2:07
11. Something In The Way - 3:20
12. Negative Creep - 2:02
13. Where Did You Sleep Last Night - 2:27 (Cover di Leadbelly)
14. Baba O'Riley - 3:13 (Cover degli Who)
15. The End - 2:22 (Cover dei The Doors)
16. Lithium - 2:55
17. Dumb - 2:24
18. Molly's Lips - 2:23
19. Verse Chorus Verse - 3:07
20. The Man Who Sold the World - 4:35 (Cover di David Bowie)
21. Smells Like Teen Spirit - 2:58